# Carl Sittler
Carl Boromäus Sittler (* 16. Juli 1882 in Marzoll; † 22. Februar 1963 in Passau) war ein deutscher Kommunalpolitiker. Er war von 1919 bis 1933 sowie im Jahre 1945 Bürgermeister bzw. Oberbürgermeister der Stadt Passau.

## Biographie

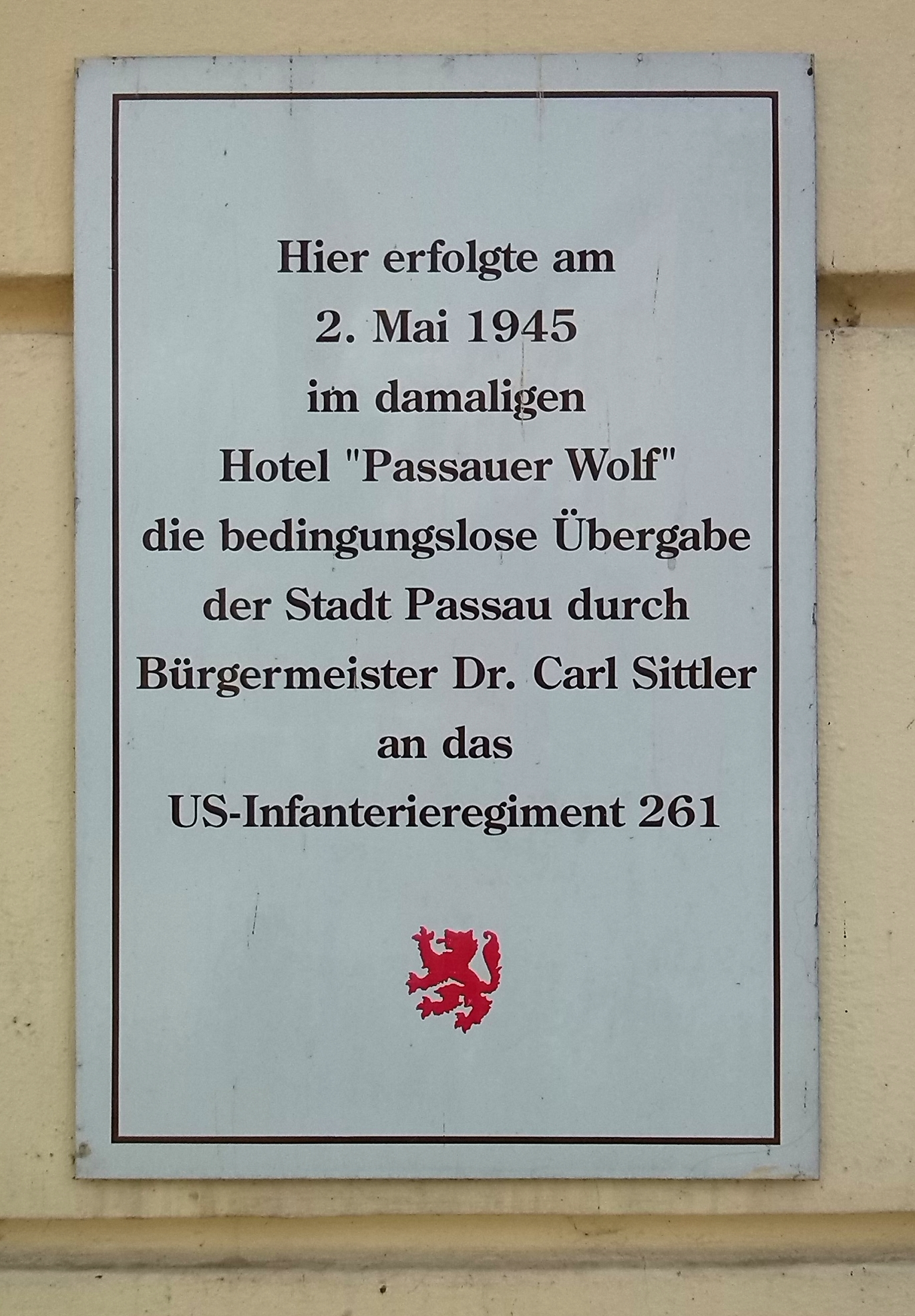
Gedenktafel an die Kapitulation im Mai 1945

Sittler war promovierter Jurist und seit dem Studium Mitglied der katholischen Studentenverbindungen K.St.V. Ottonia München und K.St.V. Rhenania Erlangen. Am 2. Mai 1945 unterzeichneten im Hotel Passauer Wolf Oberbürgermeister Carl Sittler, Oberstleutnant Erwin Brandl und Major Friedrich Limbacher die bedingungslose Kapitulation. Passau wurde Captain Raymond Coward von der US Army übergeben.
Sittler wurde 1952 Ehrenbürger der Stadt Passau und erhielt 1961 den Bayerischen Verdienstorden. Sein Name steht auf dem Ehrenmal der Stadt Passau auf dem Innstadtfriedhof. Er starb am 22. Februar 1963 mit 81 Jahren an Herzversagen.